# 亚历山大三世桥
亚历山大三世桥（法語：Pont Alexandre III）是法国巴黎跨越塞纳河的一座拱桥，连接右岸的香榭丽舍大街地区和左岸的荣军院和艾菲尔铁塔地区，普遍认为是巴黎最华丽的桥梁。2024年巴黎奥运会的马拉松游泳、铁人三项比赛与公路自行车计时赛终点设置于此。

## 歷史
亚历山大三世桥上有新艺术运动路灯、天使、仙女和两端的飞马，兴建于 1896 -1900年，得名于俄国沙皇亚历山大三世，他在1892年缔结了法俄同盟。1896年10月他的儿子尼古拉二世为该桥奠基。桥梁的风格与右岸的大皇宫一致。 
亚历山大三世桥为6米高的单跨钢拱桥，其兴建是19世纪工程学的奇迹。建筑师约瑟夫·卡森-伯纳德和加斯顿·卡辛，严格限制眺望香榭丽舍大街和荣军院的妨碍。  
该桥的工程师是Jean Résal和阿梅代德阿尔比（Amédée d'Alby），在1900年世界博览会时，与附近的大皇宫和小皇宫一同开幕。亚历山大三世桥被列为历史古迹。

## 設計
众多雕塑家创作了刻画亚历山大三世桥形象的雕塑作品。17米高立柱上有四尊镀金青铜雕像：右岸两座立柱上，有象征“科学”和“艺术”的雕像，平台上是“当代法国”和“查理曼的法国”像。在左岸立柱上是“工业”与“商业”，平台上是“文艺复兴的法国”和“路易十四的法国”。
大桥以俄国沙皇亚历山大三世名字命名。这是为庆祝俄法建立同盟而建造，桥上的灯具由小爱神托着，寓意性的海长形象构成大桥装饰的主题。左岸两座立柱上有代表文艺复兴时期与路易十四时期的法国标志。右岸两座立柱上有象征古代法兰西和现代法兰西的标志。在大桥两端人口处的立柱上分别有象征塞纳河与涅瓦河的寓意性装饰物。这座桥称得上金碧辉煌。

## 图片集

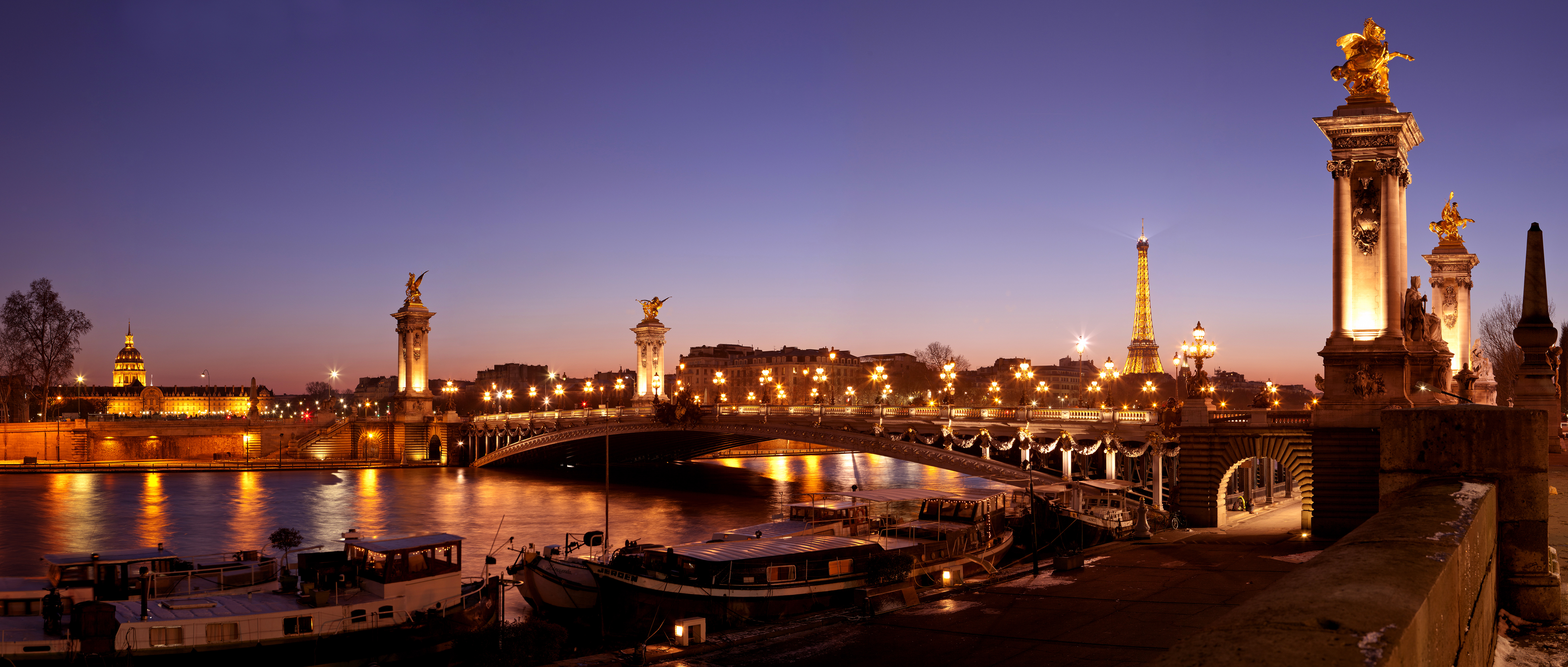
夜景

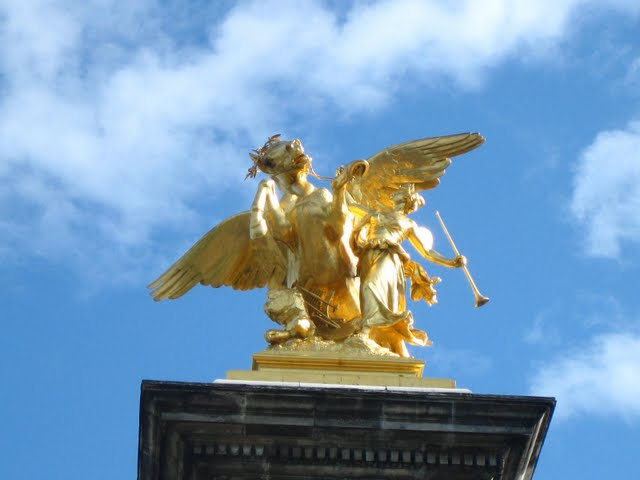
天空下的战士
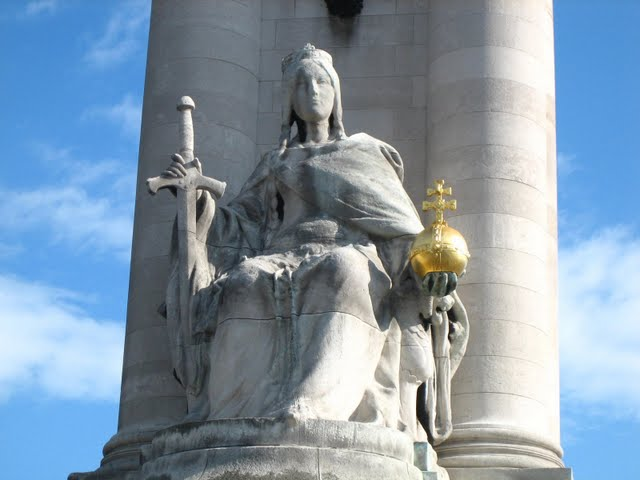
女神像
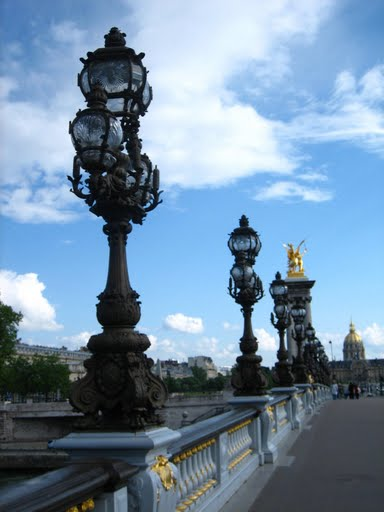
桥灯
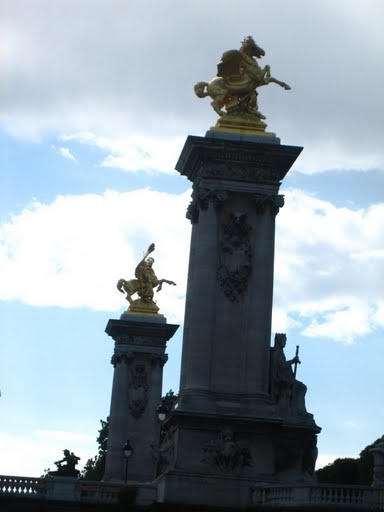
战马
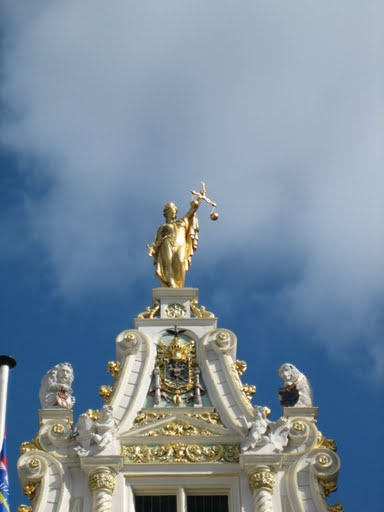
罗马式雕像
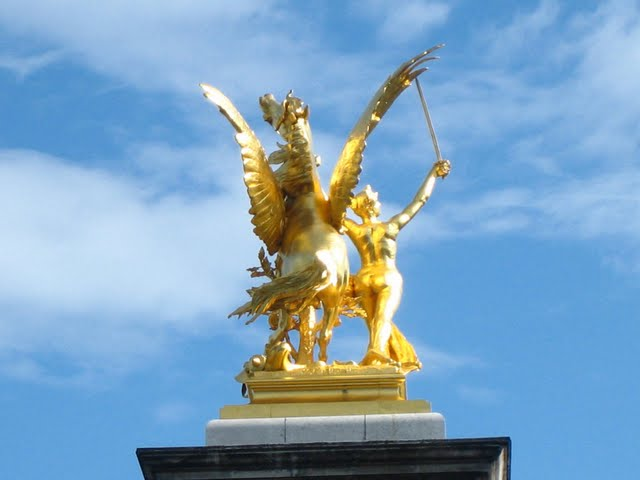
桥上镀金饰物
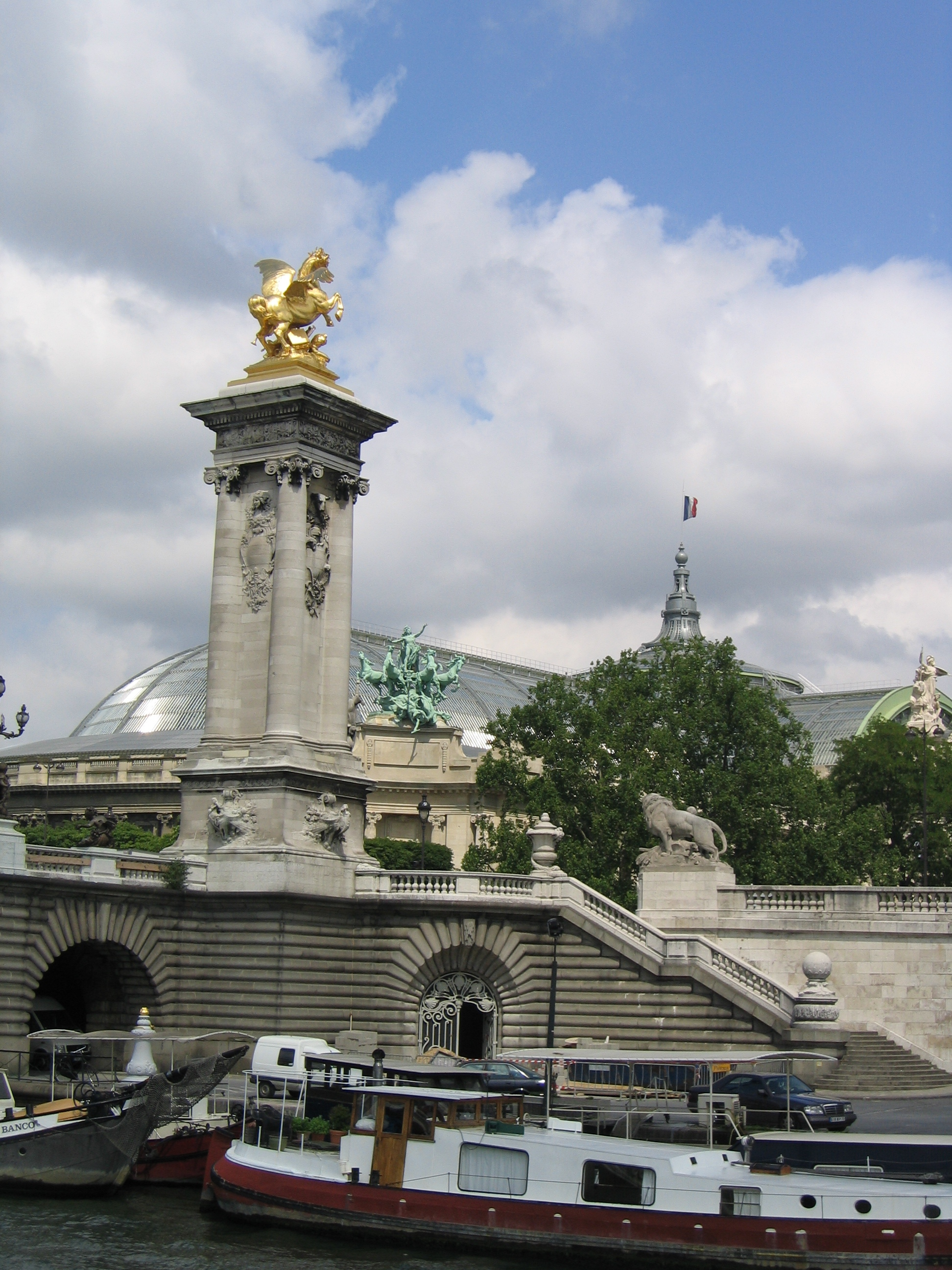
桥上的镀金雕塑远景
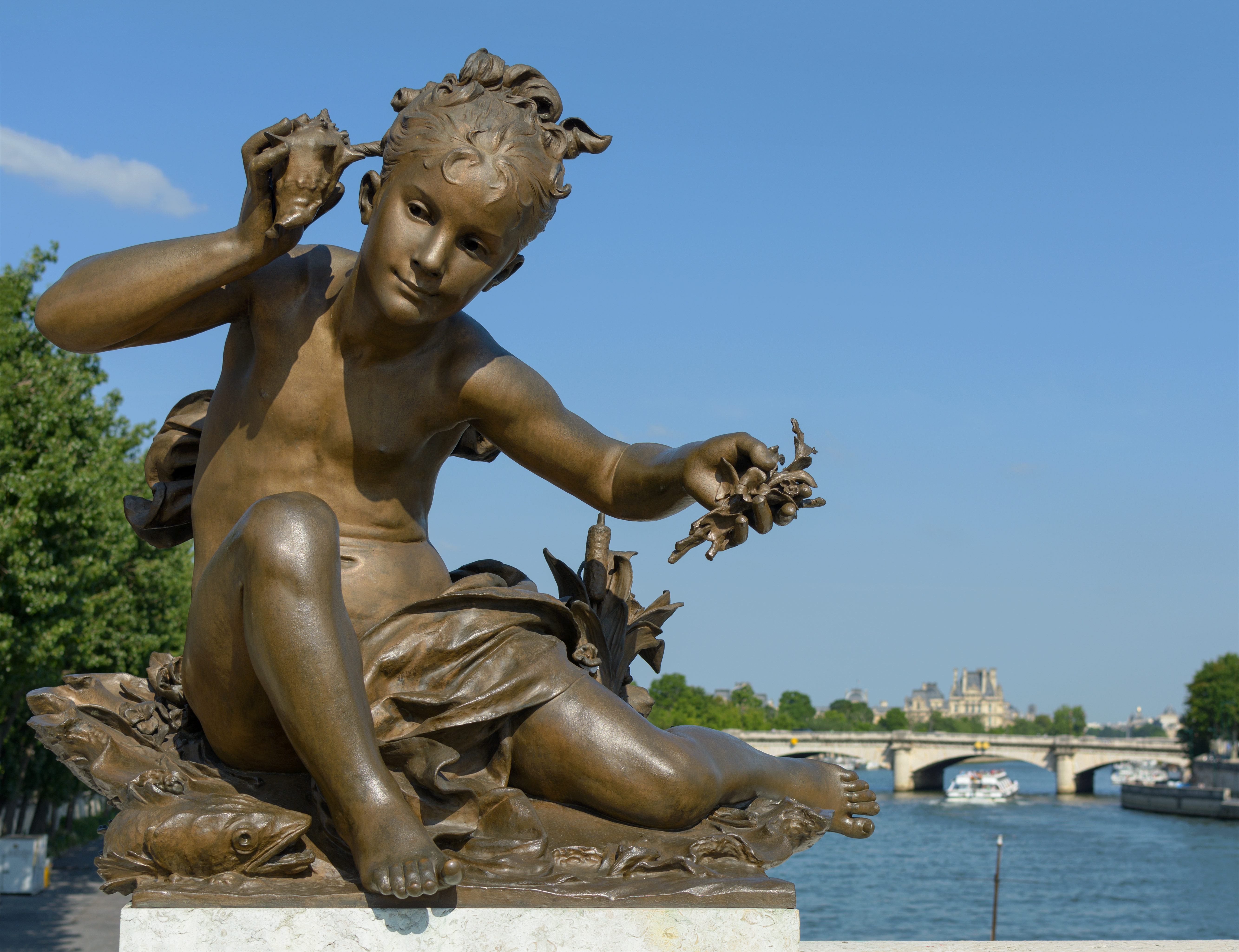
细部装饰